# Horní Třešňovec
Horní Třešňovec là một làng thuộc huyện Ústí nad Orlicí, vùng Pardubický, Cộng hòa Séc.